# Warsaw Sirens
Warsaw Sirens – pierwsza kobieca drużyna full tackle futbolu amerykańskiego w Polsce, należąca do Stowarzyszenia Kobiecej Drużyny Futbolu Amerykańskiego - Klub Sportowy Warsaw Sirens.
Drużyna powstała w sierpniu 2012 roku. Pierwszy mecz odbył się 10 maja 2014, był to pierwszy w Polsce mecz futbolu amerykańskiego kobiet przeciwko drużynie z Francji - Molosses équipe féminine.
Od 2019 roku członek Česká asociace amerického fotbalu (ČAAF) - Czeskiej Ligi Futbolu Amerykańskiego. W roku dołączenia drużyna zdobyła wicemistrzostwo ligi.

## Rozegrane mecze
- 10 maja 2014 - Warszawa - Molosses équipe féminine (Asnières-sur-Seine, Francja)
- 17 października 2014 - Praga - I Międzynarodowy Turniej Futbolu Amerykańskiego
- 21 marca 2015  - Warszawa - Prague Harpies (Praga, Republika Czeska)
- 5 września 2015 - Ostrawa - Amazons Brno (Brno, Republika Czeska)
- 13 marca 2016 - Berlin - Spandau Bulldogs Damen (Spandau, Niemcy)
- 23 kwietnia 2016 - Opole - AZS Vixens Opole (Opole, Polska)
- 30 kwietnia 2016 - Praga - Prague Harpies (Praga, Republika Czeska)
- 12 czerwca 2016 - Budapeszt - Budapest Wolves Ladies (Budapeszt, Węgry)
- 9 lipca 2016 - Warszawa- AZS Vixens Opole (Warszawa, Polska)
- 25 marca 2017 - Bochum - Bochum Miners (Bochum, Niemcy)
- 11 czerwca 2017 - Budapeszt - Budapest Wolves Ladies (Budapeszt, Węgry)
- 18 czerwca 2017 - Warszawa - Prague Harpies (Praga, Republika Czeska)
- 23 lipca 2017 - Castel Giorgio - Kadra Narodowa Italii (Włochy)
- 5 maja 2018 - Wiedeń - Vienna Vikings Ladies (Wiedeń, Austria)
- 23 czerwca 2018 - Hradec Kralove - Prague Harpies (Praga, Republika Czeska)
- 25 maja 2019 - Warszawa - Prague Harpies (Praga, Republika Czeska)
- 9 lipca 2019 - Warszawa - Budapest Wolves Ladies (Budapeszt, Węgry)
- 07.09.2019 - Praga - Prague Harpies (Praga, Republika Czeska) - mecz ligowy
- 21.09.2019 - Praga - Prague Black Cats (Praga, Republika Czeska) - mecz ligowy
- 29.09.2019 - Warszawa - Amazons Brno (Brno, Republika Czeska) - mecz ligowy
- 06.10.2019 - Warszawa - Prague Black Cats (Praga, Republika Czeska) - mecz ligowy
- 19.10.2019 - Warszawa - Prague Harpies (Praga, Republika Czeska) - mecz ligowy
- 27.10.2019 - Brno - Amazons Brno (Brno, Republika Czeska) - mecz ligowy
- 10.11.2019 - Brno - Amazons Brno (Brno, Republika Czeska) - finał ligi czeskiej